# Biton truncatidens
Biton truncatidens es una especie de arácnido  del orden Solifugae de la familia Daesiidae.

## Distribución geográfica
Se encuentra en Arabia Saudita.